# 西南偏南
西南偏南（英語：South by Southwest，簡稱：SXSW）是由西南偏南公司（SXSW Inc.）每年在美国得克萨斯州奥斯汀举行的一系列关于电影、互動式多媒體和音乐的艺术节。首届西南偏南于1987年举办，后举办规模不断扩大。2011年，西南偏南举行了十天。
除了举办西南偏南外，西南偏南公司也舉辦各類大會、貿易展、媒體節等活動。該公司负责举办的其它三个活动中，有兩個同樣位於奥斯汀：分別是與教育創新相關的「SXSWedu」，以及環境保護大會「SXSW Eco」，另一個则是在拉斯維加斯的创业比赛「SXSW V2V」 （2013-2015年）。

## 概要

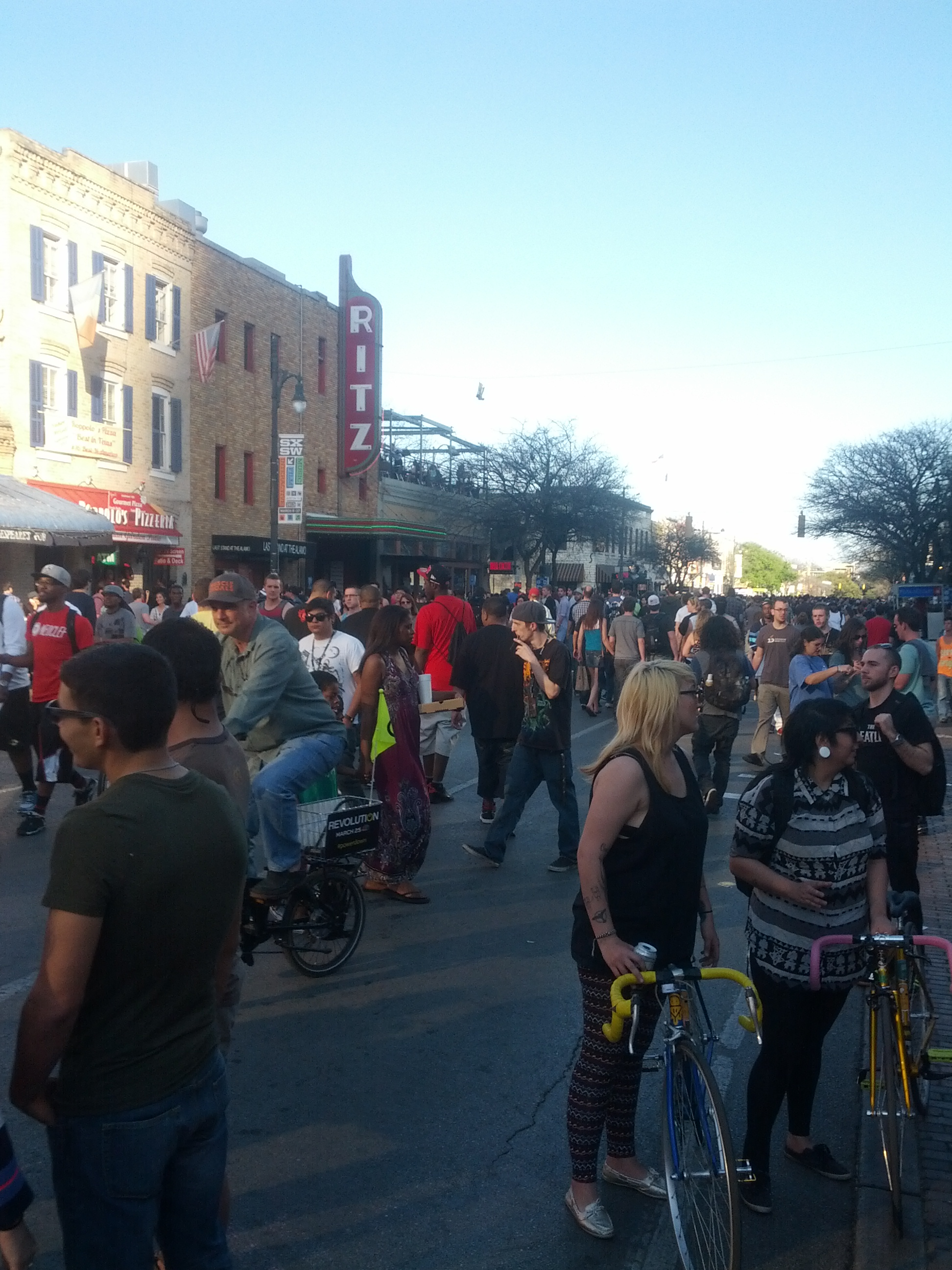
2013年的西南偏南

### 西南偏南音樂節
西南偏南音樂節（SXSW Music）共有超過2,200組表演者和樂團在超過100座音樂會場中演出。西南偏南音樂節在其官方YouTube頻道中展示了參與活動表演者的音樂和影片。
音樂節最初在1987年時有約700組表演者或團體報名，至今已成長為每年將近12,000組。若加上電影節和互動式媒體節，最近每年共有15,000至20,000名參加者登記報名。
音樂節的表演者或團體需要自行負擔旅費與住宿費用。所有的表演者都可拿到現金津貼（單人表演者為100美元，樂團則為250美元），或一組可參加所有其他音樂節活動的門票手環。

### 西南偏南電影節
西南偏南電影節（SXSW Film）以新銳導演作品為主，一系列的活動包括試映會和講座等。

### 西南偏南互動式媒體節
西南偏南互動式媒體節（SXSW Interactive）以新創科技為主，並成為孕育許多新想法與創意科技的發源地之一。活動包括貿易展、講座、派對和創業公司發表會。

## 历史

### 1980年代
1986年7月，紐約市音樂節「新音樂論壇」的舉辦單位與任職於《奧斯汀記事報》的羅蘭·斯文森（Roland Swenson）聯絡，計劃在奧斯汀當地舉辦新音樂論壇的延伸活動。這項計劃最終沒有實現，因此斯文森決定自己與人共同籌辦當地的音樂節，他找來了三個夥伴加入這個計劃，分別是記事報的編輯和共同創辦人路易斯·布萊克（Louis Black）、記事報出版者尼克·巴巴洛（Nick Barbaro），以及星探兼音樂家路易斯·梅爾斯（Louis Meyers）。布莱克以希區考克的電影《西北偏北》（North by Northwest）為靈感，將活動取名為西南偏南。活動於1987年3月首次舉行。主辦單位最初將活動定位為地區性質，並只預期有150組表演者參加，但最後吸引了超過700組表演者報名，布萊克曾表示：「幾乎是立刻成為了全國性活動。」

### 1990年代
1990年，西南偏南的主辦單位从1500多个申请乐队中仅选出420支乐队在23个场地登台演出。包括《洛杉矶时报》等在內的美国主流媒体開始用「SXSW」稱呼西南偏南。
1991年，如百事可乐、IBM等知名廠商開始贊助西南偏南；从1990年的20个互动節目演变为1991年的60个互动區塊，演出樂團数達500多組。
創作歌手蜜雪兒·夏克德（Michelle Shocked）在1992年擔任西南偏南的主題演講者。這份由她當時未婚夫巴特·布爾（Bart Bull）所撰寫的講稿在當時引起爭議話題，由於在內容裡她批評白人音樂家竊取了非裔美國音樂家的作品。除此之外，在同一年的活動中，她因為「Two Nice Girls」樂團強烈的女同性戀形象而試圖將該樂團踢出一場慈善演唱會，此舉被部分人認為是反同志的行為
在1993年，西南偏南移師至奧斯汀會議中心舉辦，該場館沿用至今。
黑衣人的约翰尼·卡什在1994年的西南偏南發表主題演講。同一年西南偏南大会新增「交互式多媒体」和「电影」單元。之後自1995年起，音乐、电影和交互式多媒体三個大會形成了目前為人所熟知的西南偏南大會。
1996年，媒体批评涅磐乐队前贝司手克里斯特·诺瓦塞里克的本意善良但是很随意的演讲，可煽动年轻人参与政治
1997年，西南偏南互动奖项创立，授予西南偏南大会上最佳创新网站和创始人
1999年，西南偏南多媒体单元更名为西南偏南交互式多媒体互动单元。

### 2000年代
2000年，在交互式多媒体互动大会上，创作共用的创始人劳伦斯·莱斯格發表了主題演讲；在音乐大会上，著名摇滚巨星民谣歌手史蒂夫·厄尔发表演讲；许多瑞典乐队当年在西南偏南表演，他们被称为「新北欧海盗的入侵」。
2001年，西南偏南电影大会上因其展映的影片疯狂而得名，包括展映阿利安卓·岗札雷·伊纳利图的超链接影片。电影使用多层相互联系的故事线来演绎的电影风格，比如《爱情像母狗》，《灵魂的重量/21克》，《火线交错/通天塔》，《无法无天/上帝之城》，《撞车》以及由约翰尼·德普主演的有关可卡因的传奇影片《大毒枭/一世狂野》。
2002年，采访美国摇滚传奇人物科特·柯本的遗孀寇特妮·洛芙，《化归无一》（one on none）作为非演讲模块，吸引了最多的人群；有关得克萨斯州长乔治·W·布什在2000年竞选的记录片《乔治的竞选旅程》亮相。
2003年，在入侵伊拉克之前几天，西南偏南联合多于7000名反战示威者在州议会大厦以外的街区抗议；西南偏南音乐演讲人包括丹尼尔·拉诺斯。她曾制作U2专辑约书亚树，彼得·蓋布瑞爾的So专辑和鲍勃·迪伦的不能忘却的过去“Time Out of Mind”。
2004年，小理查德在音乐演讲中接受采访，他表明对录制音乐不感兴趣。但“我”今晚还是活生生的！
2005年，呢喃核（Mumblecore）是美国独立电影界在2000年之后获得关注的一项运动。这个流派的电影特点是由超低预算制片（常常由手持的数码摄影机完成）、关注20岁左右年轻人的情感生活、即兴创作的剧本、非专业演员出演。齐柏林飞船主唱罗伯特·普兰特发表演讲
2006年，第一次西南偏南模块选择可由公众参与来抉择；交互式多媒体演讲人包括互联网最富盛名的网站：Craigslist的Craig Newmark和维基百科的吉米·威尔士。2010年时代杂志评选The Flaming Lips在2006年西南偏南的私人演唱会为当年“前十音乐节最佳表演”之一。
2007年，社交媒体推特在西南偏南上開始展露頭角；在音乐和交互环节，Myspace的汤姆·安德森采访性手枪的史蒂夫·琼斯
2008年，记者莎拉·莱西和Facebook的马克·扎克伯格的采访引发了推特上的热火推特潮；
2009年，当年记录共有1987支乐队表演；奥斯卡最佳影片得主《危机倒数》首映在西南偏南

### 2010年代
2010年，自从推特亮相3年后，基于地理位置功能大红特红；foursquare赢得首轮，但Gowalla众志成城
2011年，西南偏南了举行了十天，其中互動式多媒體大會持續了五天，音樂節持續了六天，電影節則持續舉行了九天，交互式多媒体大会上群组通信/群聊红火。
2012年，在西南偏南音乐节上，将有Eminem，Jay-Z将登台表演。Gowalla被Facebook兼并。在交互式多媒体节上，引人注目的科技是移动社交应用，它能让用户定位他们周边的朋友，这一类应用有Highlight, Glancee, Sonar和Kismet。
2019年，曾於得克萨斯州達拉斯居住的韓國歌手金請夏事隔十年首次回歸該州表演。

### 2020年代

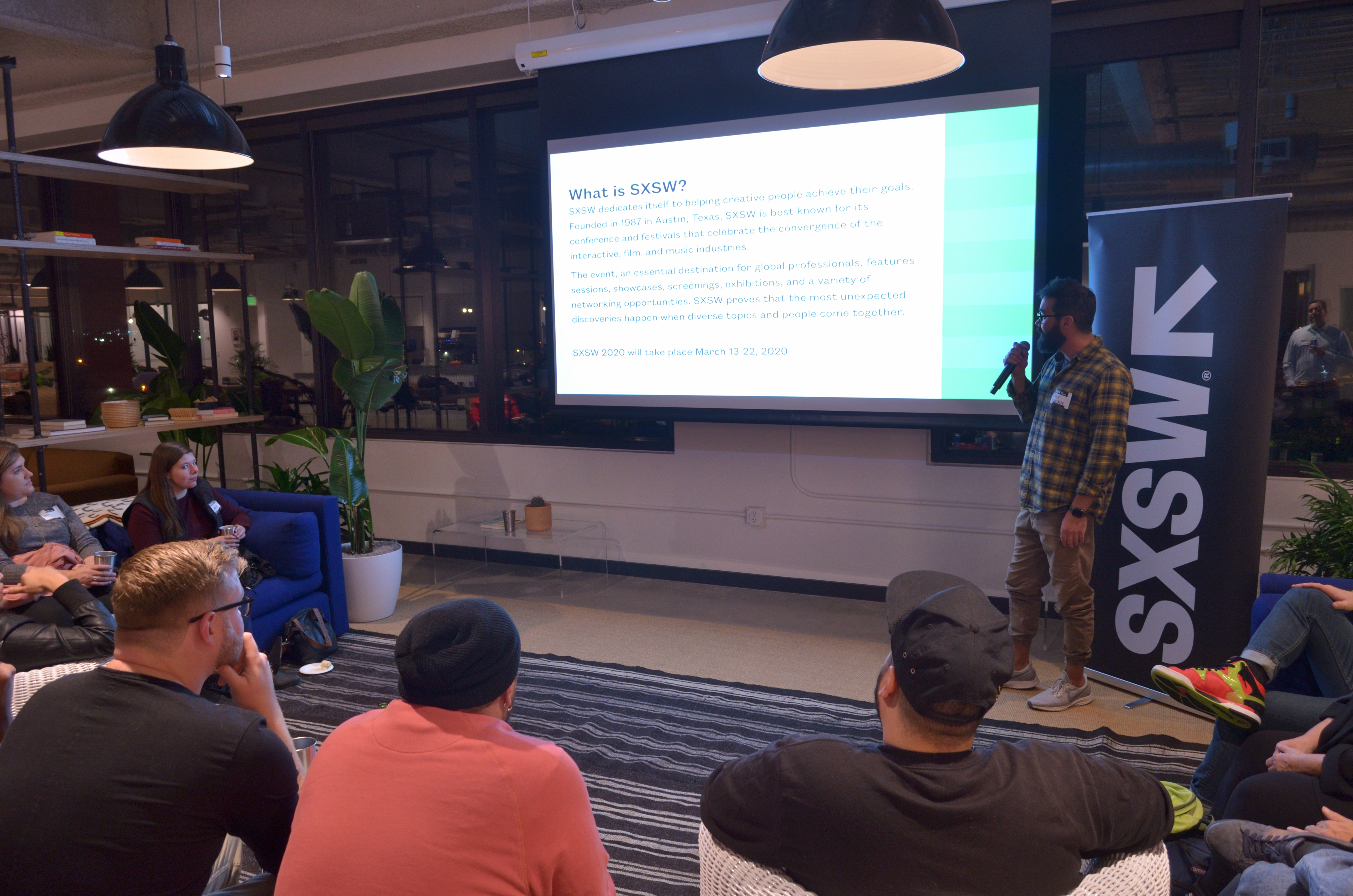
宣傳SXSW2020的活動

2020年，因受新型冠狀病毒病疫情影響，當地政府指令主辦單位取消活動。